# 格拉门多夫
格拉门多夫是德国梅克伦堡-前波莫瑞州的一个市镇。总面积35.95平方公里，总人口577人，其中男性302人，女性275人（2011年12月31日），人口密度16人/平方公里。